# Aplocheilichthys brichardi
Aplocheilichthys brichardi är en fiskart som först beskrevs av Poll, 1971.  Aplocheilichthys brichardi ingår i släktet Aplocheilichthys och familjen Poeciliidae. IUCN kategoriserar arten globalt som livskraftig. Inga underarter finns listade i Catalogue of Life.